# Iglesia de San Nicolás (Bilbao)
La iglesia de San Nicolás situada en la ciudad española de Bilbao (Vizcaya) es un templo católico de estilo barroco inaugurado en 1756 y proyectado por el arquitecto azpeitiano Ignacio Ibero. Se ubica en el Casco Viejo de la villa, concretamente en la plaza de San Nicolás y su fachada se enfrenta al teatro Arriaga.

## Historia
Inicialmente era una ermita que presidía el barrio de pescadores que había fuera de la villa de Bilbao. Es por ello que está dedicada a San Nicolás de Bari. La iglesia se funda en 1490, pero unas inundaciones la dejaron completamente en ruinas y hubo que derribarla. La iglesia actual se construye en 1756 y también tuvo acontecimientos peculiares: se tuvo que cerrar durante la guerra de la independencia, en 1816 le cayó un rayo y en las guerras carlistas fue almacén militar. Por todo esto no estuvo abierta al culto en los siguientes periodos de años 1808-1814, 1835-1841 y 1873-1879.

## Descripción
Es una iglesia de estilo barroco con planta de cruz griega en un cuadrado y cubierta por una cúpula. Los ángulos muertos que quedan en las esquinas son las capillas y la sacristía. La cúpula que cubre el templo tiene por fuera forma de prisma ochavado, aunque queda disimulada por la espadaña situada en medio de la fachada principal. 
La fachada se compone de la entrada principal y dos torres adosadas a cada lado.

## Retablos
La capilla mayor y las cuatro exedras están ocupadas por espectaculares retablos de estilo Barroco-Rococó. El regimiento de Bilbao encargó la obra a Juan Pascual de Mena, el escultor de la corte, en Madrid en 1754. Para realizar la obra, tanto el escultor como el artista que se encargaría de la policromía de las 17 figuras, José López Perella, se instalan temporalmente en la villa. Las trazas las realizó en colaboración con Diego Martínez de Arce y la construcción de los muebles y púlpitos en madera de nogal al natural en Juan de Aguirre y Juan de Iturburu.
El programa iconográfico es el siguiente:
- Capilla mayor: 
  - Crucifijo, Dios Padre, Ángeles, San Pedro y San Pablo para el templete expositor.
  - San Nicolás de Bari, San Lorenzo y San Vicente
  - La Caridad y la Fortaleza, Ángeles sosteniendo el escudo de la villa en el ático.
- Capillas del lado del evangelio:
  - La Piedad, San José y San Antonio de Padua en la cabecera
  - San Blas, San Francisco Javier y Santa Rita a los pies
- Capillas del lado de la epístola:
  - Santos Crispín y Crispiniano, Santa Bárbara y Santa Apolonia, en la cabecera
  - San Lázaro, San Pedro de Alcántara y Santa Teresa de Jesús, a los pies

## Alteraciones posteriores
Durante las guerras carlistas la iglesia será utilizada como polvorín, afortunadamente sin sufrir daños. 
En 1882 se construye una ampliación en la parte posterior del templo. Incluye, además de una Sacristía y la casa cural, un pequeño oratorio conocido como el Comulgatorio diseñado por Julio Saracíbar.
La Portada de la Iglesia es reformada en 1891, Con un tímpano fundido en bronce realizado por Josep Llimona bajo un frontón triangular decorado con el escudo de la villa y dos leones tenantes.
Entre 2007 y 2011 la Diputación Foral de Vizcaya financió la restauración de los retablos.

## Culto
La iglesia de San Nicolás es un templo religioso bajo la advocación de San Nicolás de Bari y sede de la parroquia de San Nicolás.